# Sorin Haraga
Sorin Haraga (n. 9 aprilie 1968, Siret, Suceava) este un antrenor de fotbal și fost fotbalist care a jucat fotbal la pe postul de fundaș. Cu Oțelul Galați a jucat în Divizia A, fiind și unul dintre cei mai longevivi fundași centrali pe care i-a avut echipa. S-a retras la vârsta de 38 de ani și s-a apucat de antrenorat.

## Fotbalist
-Constructorul Iasi (1988-1990)
- Politehnica Iași (1990-1993)
- Oțelul Galați (1993-2001)
- Diplomatic Focșani (2001-2002)
- Dunărea Galați (2001-2002)
- FC Vaslui  (2002-2003)
- Politehnica Galați (2004-2007)

## Antrenor
- Politehnica Galați - 2008    secund
- Politehnica Galați -  2009  principal
- FC Panciu - principal (2010)
- Dunărea Galați U-19 - principal (2011-2012) - calificare turneu zonal
- Dunărea Galați U-19 2012-2013
- Otelul Galati  U-19 2013-2014
- Oțelul 2 Galați   2014 principal
- Otelul Galati 2015- antrenor secund